# Teatre Rus de Riga
El Teatre Rus de Riga o Teatre Rus Mikhaïl Txékhov (en letó: Mihaila Čehova Rīgas Krievu teātris) és un teatre situat al carrer Kaļķu 16 de Riga a Letònia, fundat el 2 d'octubre de 1883. Les actuacions es realitzen en llengua russa. Es tracta d'un dels teatres més antics en idioma rus fora de Rússia.
L'actor i director Mikhaïl Txékhov produeix algunes obres en la primavera de 1931, abans de viatjar a París. Continua la col·laboració el 1932, adaptant L'inspector general (1836) de Nikolai Gógol, Stepàntxikovo i els seus habitants (1859) de Fiódor Dostoievski, La nit de reis (1601) de William Shakespeare. Alumne del director Konstantín Stanislavski també va ensenyar als actors de la companyia el sistema Stanislavski.